# درقة ملتحية
الدرقة المُلْتَحِيَة نبات يتبع الفصيلة الشفوية واسمه العلمي (باللاتينية:  Scutellaria barbata) و(بالإنجليزية: Scullcap)‏.
يستخدم هذا النبات في الطب الصيني. أُستخرجت منه مادة مضاده للأكسدة تدعم الاستموات للخلايا السرطانية. كما أنه مفيد لحالات الأرق. وهم يساعد على تخفيف القلق، الاكتئاب ويزيل التوتر النفسي. ومن مميزاته أيضا أنه يحسن الدورة الدموية ومقوي لعضلة القلب.

## معرض صور

## وصلات خارجية
- http://www.itmonline.org/arts/pcspes.htm..... The whole plant of a related herb, Scutellaria barbata (banzhilian) is frequently used as an anticancer plant, but usually only in heavy doses of 30-60 grams per day.